# ゴードン禎
ゴードン 禎（禎・アレン・ゴードン、Tei Gordon、1970年 - ）

## 経歴
1970年生まれ。米国、オレゴン州出身。山口県の本籍。アメリカ人の父と日本人の母の間に生まれ、日本と米国で育つ。1997年より東京都在住。
現在はハワイNo.1ビール、「コナビール（KONA BEER）」のアドバイザー。2008年8月までNTTコミュニケーションズの外国向けグローバル・コミュニケーション・アドバイザーとして同社の社長およびCEOのサポート業務に従事。海外出張が多く、モスクワ、ウズベキスタン、カザフスタン、スイス、パリ、フランクフルト、ハワイなど、年間約200,000km以上を旅するビジネスマンである。　
MBAの知識を武器にeco・テクノロジー関連コンサルティング会社および映画製作会社を経営する企業家でもある。また、1800年代中期に難破して世界中を旅し、後にペリー提督が日本との貿易開始を進めるきっかけとなったオトキチという日本人少年に関する歴史小説を共著で執筆中。
幼少の頃からビジネスに興味を持ち、12歳でエネルギー関連の会社を設立、ニューヨーク・タイムズ紙やUSA TODAY紙に取り上げられる。一橋大学でMBAを取得以前にも、2人の共同経営者と共にアジャ・ベンチャーズというベンチャーキャピタルおよびM&Aの会社を設立。その他にも父親の経営するエネルギー関連会社、三菱商事の食品部門、JETRO（日本貿易振興会）などで勤務。また、早稲田大学の中沢アカデミーでビジネス戦略についての講義も行う。
オレゴン大学卒。一橋大学大学院MBA。